# Fred T. Baker

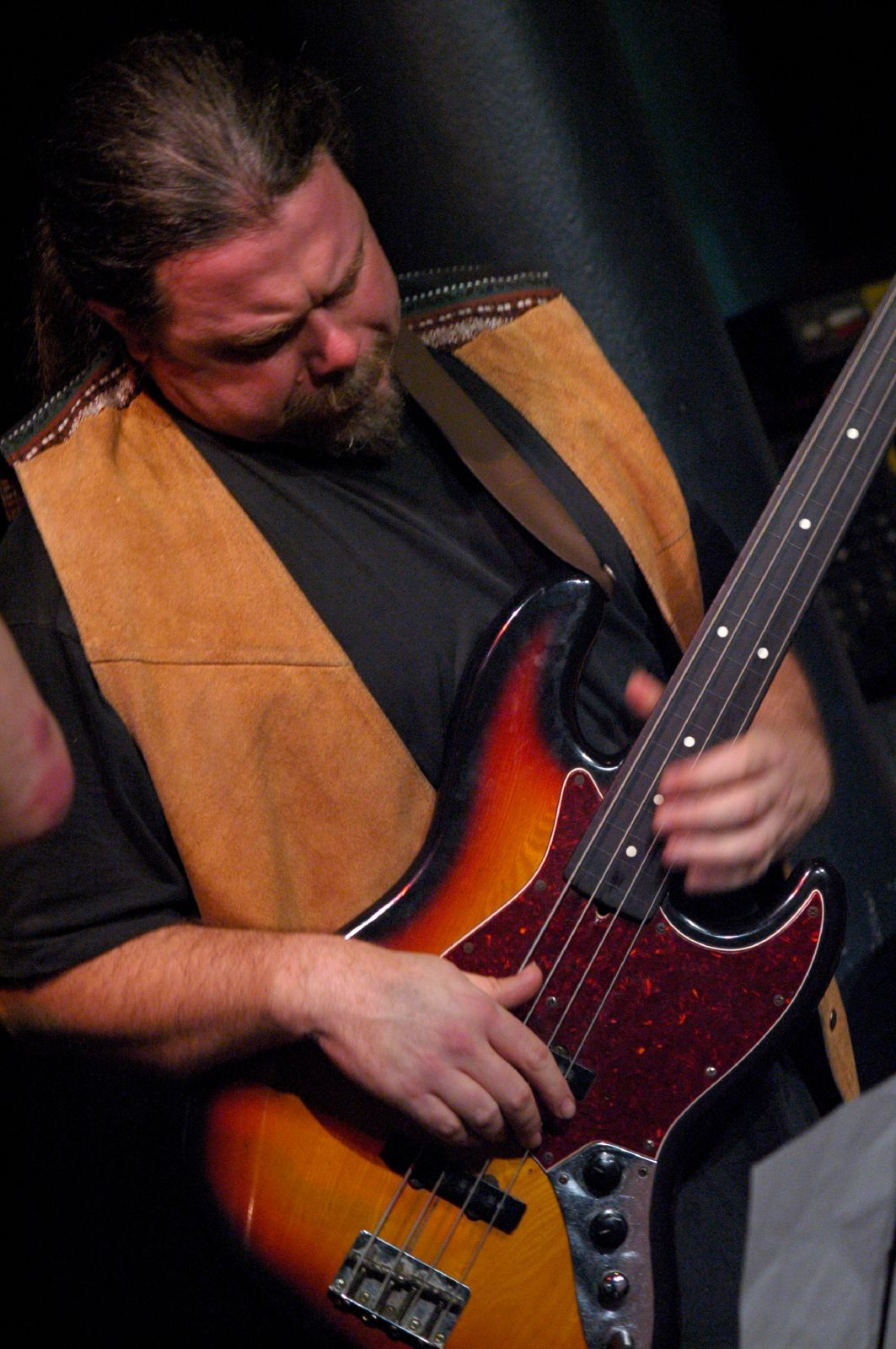
Fred T. Baker (2007)

Fred Thelonious Baker (* 4. Juni 1960 in Tibshelf, England) ist ein britischer Fusionbassist und Gitarrist.

## Leben und Wirken
Baker lernte zunächst klassische und Jazzgitarre, wechselte aber als Jugendlicher an die Bassgitarre. Während seiner Zeit auf der Birmingham School of Music traf er 1980 den Ex-Soft-Machine-Musiker Ric Sanders, mit dem er dann im Quartett von John Etheridge spielte. An der Seite von Harry Beckett tourte er durch Mitteleuropa und spielte drei Alben (mit Chris McGregor) ein. Daneben spielte er mit Maggie Nicols und mit Elton Dean und Etheridge, um dann von 1988 bis 1991 in Phil Millers In Cahoots aufzutreten (mehrere Alben). Anschließend spielte er weiter im Duo mit Miller, seit 2002 auch in der Band von Pip Pyle und bei Alex Maguire. 1993 war er mit Horace Parlan in Deutschland, wo „A Man of Roses“ entstand. Er holte Drummer Brian Abrahams und Saxophonist Shell Baker in seine eigene Band, in der er als Gitarrist tätig war. Daneben spielte er mit Ric Sanders und Vicky Clayton im Folkjazz-Bereich, wo er unter anderem an dem Sandy-Denny-Tribut „It Suits Me Well“ beteiligt war. Gemeinsam mit dem Gitarristen Simon Dinnigan spielte er auch das „Concerto for Two Guitars“ von Andrew Downes ein. Als Bassist gehört er seit 2021 zu Soft Machine.
Baker lehrt am Birmingham Conservatoire Jazz und Progressive Music.

## Diskographische Hinweise
- Bassically Speaking (Voiceprint, 1999)

## Lexigraphischer Eintrag
- Ian Carr, Digby Fairweather, Brian Priestley: Rough Guide Jazz. Der ultimative Führer zur Jazzmusik. 1700 Künstler und Bands von den Anfängen bis heute. Metzler, Stuttgart/Weimar 1999, ISBN 3-476-01584-X.